# Jens Urup
Jens Christian Urup f. Urup Jensen (25. september 1920 i Spangsbjerg, Esbjerg – 21. november 2010 i Holte) var en dansk maler og grafiker. Han var søn af en muremester og uddannet på Det Det Kongelige Danske Kunstakademi fra 1943 til 1948. 
Fra 1949 til 1958 deltog han i genskabelsen af Jørgen Sonnes frise på Thorvaldsens Museum. Han er kendt for sine kirkeudsmykninger. Han har blandt andet malet freskomaleriet i Lydum Kirke (1949, freskomaleriet til altervæggen i Lindevang Kirke på Frederiksberg, de store glasmosaikker til Treenighedskirken i Esbjerg, glasmosaikker til Sankt Thomas Kirke på Frederiksberg, Sorgenfri Kirke og Virum Kirke, hvor han også skabte altergobelin og døbefont, gobeliner til Margrethekirken i Valby og loftsmaleriet i Elsted Kirke.
Han var medlem af Kunstnersamfundet, Billedkunstnernes forbund, Danmarks Bienale-komite 1961-63, Charlottenborgudstillingens bestyrelse 1956-61 og 1988-90 og Kunstakademiets og Kunstnersamfundets jury fra 1984-1990

## Uddannelse
Han gik to år på Bizzie Høyers tegneskole og var på Kunstakademiet i København fra 1943 til 1948. Dels på malerskolen under professor Kræsten Iversen og dels på fresko skolen under professor Elof Risebye. Desuden på grafisk skole, under professor Holger J. Jensen.

## Udstillinger
Deltaget i talrige udstillinger i Danmark og i udlandet, bl.a. i Kunstnernes Efterårsudstilling i 1945 (debut). Charlottenborgs Forårs- og Efterårsudstilling, mange gange mellem 1945 og 1986. Danske kunstudstillinger i Stockholm 1953, Göteborg 1957, Helsinki 1950, international serigrafludstilling i New York Riverside Museum 1959, gruppeudstillinger i Viborg og Skive museer 1977, vandreudstillinger i Geneve, Basel, Luzern og Zürich. Vandreudstillinger i USA arrangeret af det danske udenrigsministerium, Seattle, Los Angeles og Phonix 1969. Retrospektive og separate udstillinger i Esbjerg kunstpavillion 1972 og 81. Samt i Nordens hus i Reykjavik 1975. Udstillinger i 1985 glasmosaikker i Kjarvalstadir i Reykjavik. Indbudt som gæst hos den islandske kunstnergruppe »Septem«. Deltager i udstillingen »Ny dansk glaskunst«, i Centre international du vitrail, Chartres, Glyptoteket i KØbenhavn, Musikhuset i Århus, Brandts klædefabrik i Odense 1988-89. Retrospektiv udstilling i Gl. Holtegaard 1990. Separatudstilling i galleri Borg i Reykjavik, Island 1994, BirkerØd rådhus 1995. Gruppeudstilling Gl. Holtegaard 1997. Køge museums skitsesamling. »Inspirationens veje« 1998.

## Arbejder
Han er repræsenteres med arbejder, Esbjerg Kunstpavillion, Kunstmuseet i Reykjavik, Ny Carlsbergfondet, Statens Kunstfond, Undervisningsministeriet, Udenrigsministeriet, Københavns Kunstforening, Tuborg Kunstforening, Københavns Kommune m.fl.

## Udsmykninger
Har blandt andet udsmykket med fresko i Lydum kirke – Jylland 1950. Fresko i Lindevangskirken København 1952-54. Medarbejder ved restaureringen og genfremstillingen af Sonne frisen på Thorvaldsens Museum 1949-58. Temperamaleri på endevæggen i Store kapel – Vestre kirkegård, 1960-61. Fire vægge i glasmosaik til Treenighedskirken i Esbjerg 1961-67. Virum Kirke: gobelin 1963 og døbefont 1969 og glasmosaikker 1968, 72 og 75. Væg af glasmosaik i DFDS ruteskib »Akershus« 1965. Glasmosaik i Sorgenfri Kirke 1966. Gobelin i DFDS ruteskib »Winston Churchill« 1967. Glasmosaikker i Ål kirke i Oksbøl, Jylland 1971. Krucifiks i bronze, Vedbæk kirke 1971. Hornborg kirke, glasmosaik, anternensale i messing, alterkrucifiks i sølv samt farvesætning af prædikestole og inventar, 1973-74. Glasmosaikker i Saudarkrok kirke, Island 1974 og 1985. Gobelin i Margrethekirken i Valby. 
Glasmosaik i Vester Nebel kirke, Jylland 1979. Glasmosaik i Spritfabrikkerne 1981. Glasmosaik i Skovlunde Kirke 1982. Keramisk relief i Lindevang kirke 1987. Glasmosaikker i Skt. Thomas kirke, Frederiksberg 1988. Glasmosaikker i Solrød gymnasium 1992-93. Loftmaleri i Elsted Kirke 1993. Gobelin i Treenighedskirken i Esbjerg 1995. Glasmosaikker i Sorgenfri Kirke 1996 og 1998.

## Udmærkelser
Gerda Iversens legat 1948. Lindeburgs konkurrencepris 1949. Førstepris i konkurrencen om vægudsmykning til Handelshøjskolen i Ålborg 1956. Kunstakademiets rejselegat 1957. Veluxfondens æreslegat 1980. Henry Heerups æreslegat 1988. Fonden af 9/1 1981, hæderslegat som maler og glasmosaik kunstner 1996.